# Gastronomia d'Etiòpia
La gastronomia d'Etiòpia és la gastronomia tradicional pròpia d'Etiòpia i d'Eritrea.
Consta de diversos plats fet amb molts d'espècies, més típicament en la forma d'estofats de llegums o de carn. Aquests estofats o wats se serveixen gairebé sempre a sobre d'una injera o pa pla etíop que forma la base de la seva dieta i que és un tret diferencial d'aquesta cuina respecte de les altres subsaharianes.
L'Església Ortodoxa Etíop ordena molts dies d'abstinència de carn (incloent els dimecres i els divendres i tota la quaresma) i per això hi ha molts plats vegetarians típics d'Etiòpia, i s'acostuma a emprar oli vegetal per a cuinar durant aquests dies. Per això, plats com els wats de verdures i de llegums són molts comuns en el menjar etiòpic.

## Ingredients bàsics
- Cereals: tef, blat, mill, ordi

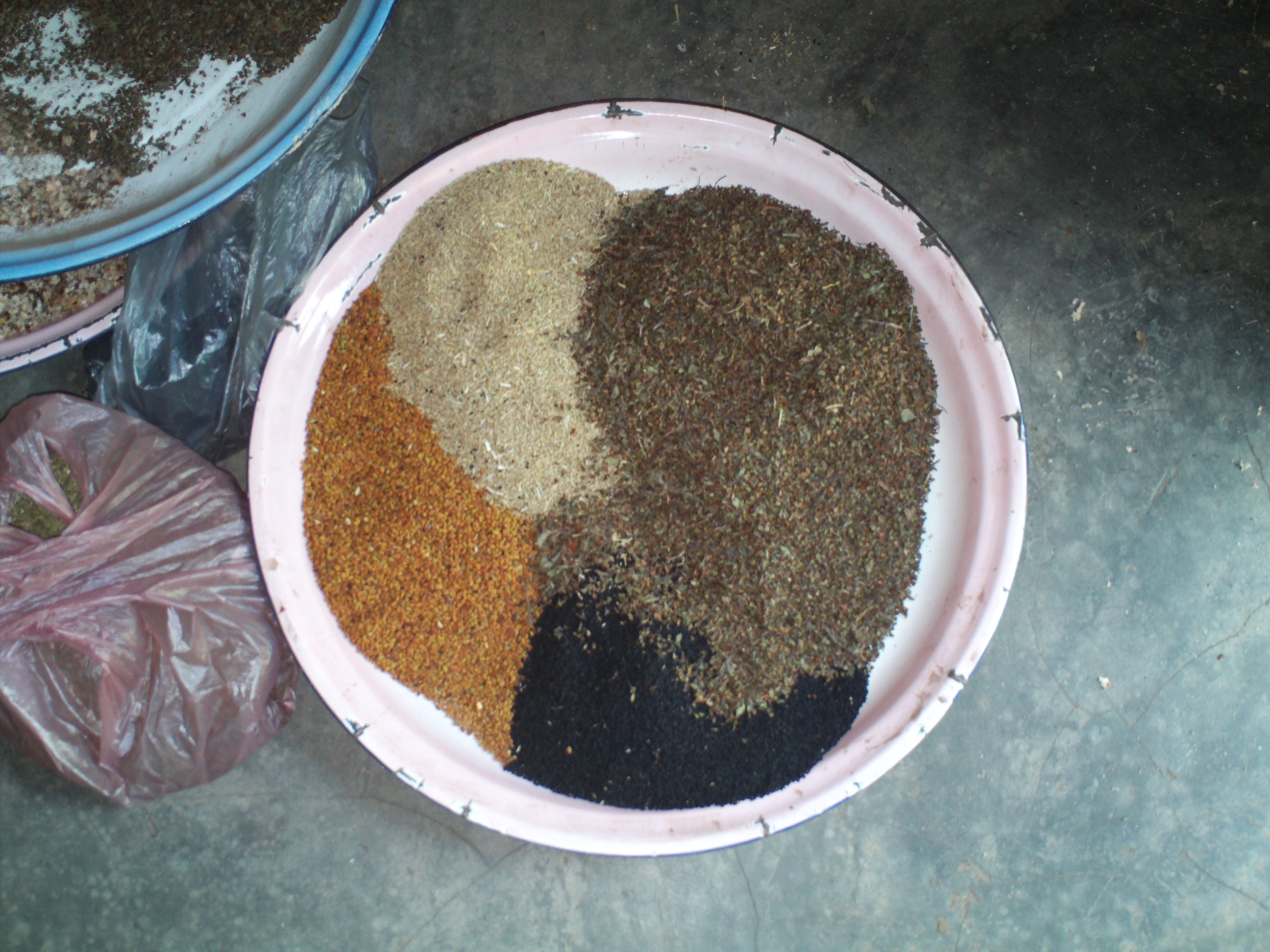
Alguns ingredients del berbere, el condiment típic de la cuina etíop

- Llegums: llentia, cigró, mongeta, pèsols partits
- Verdures i hortalisses: ceba, patata, pastanaga, bleda
- Carn: pollastre, xai, vedella
- Greix per cuinar: Niter kibbeh (una mantega aclarida i especiada), olis vegetals de sèsam, de càrtam o de llavors d'una planta local, el nug (Guizotia abyssinica)
- Condiments: bitxo, all, gingebre, cardamom, clau d'espècia, canyella
- Altres: llavors de lli

## Plats

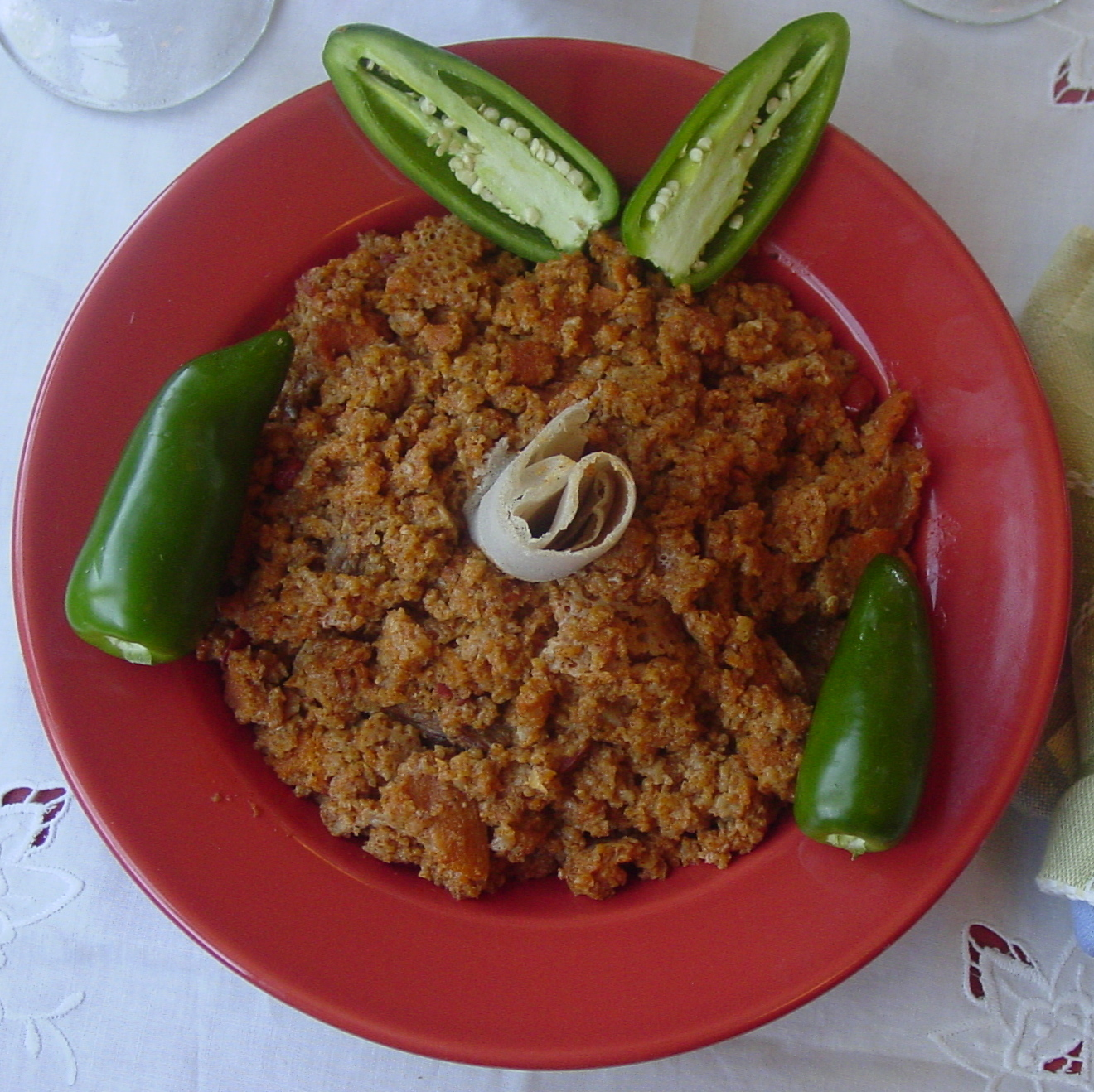
Esmorzar fitfit

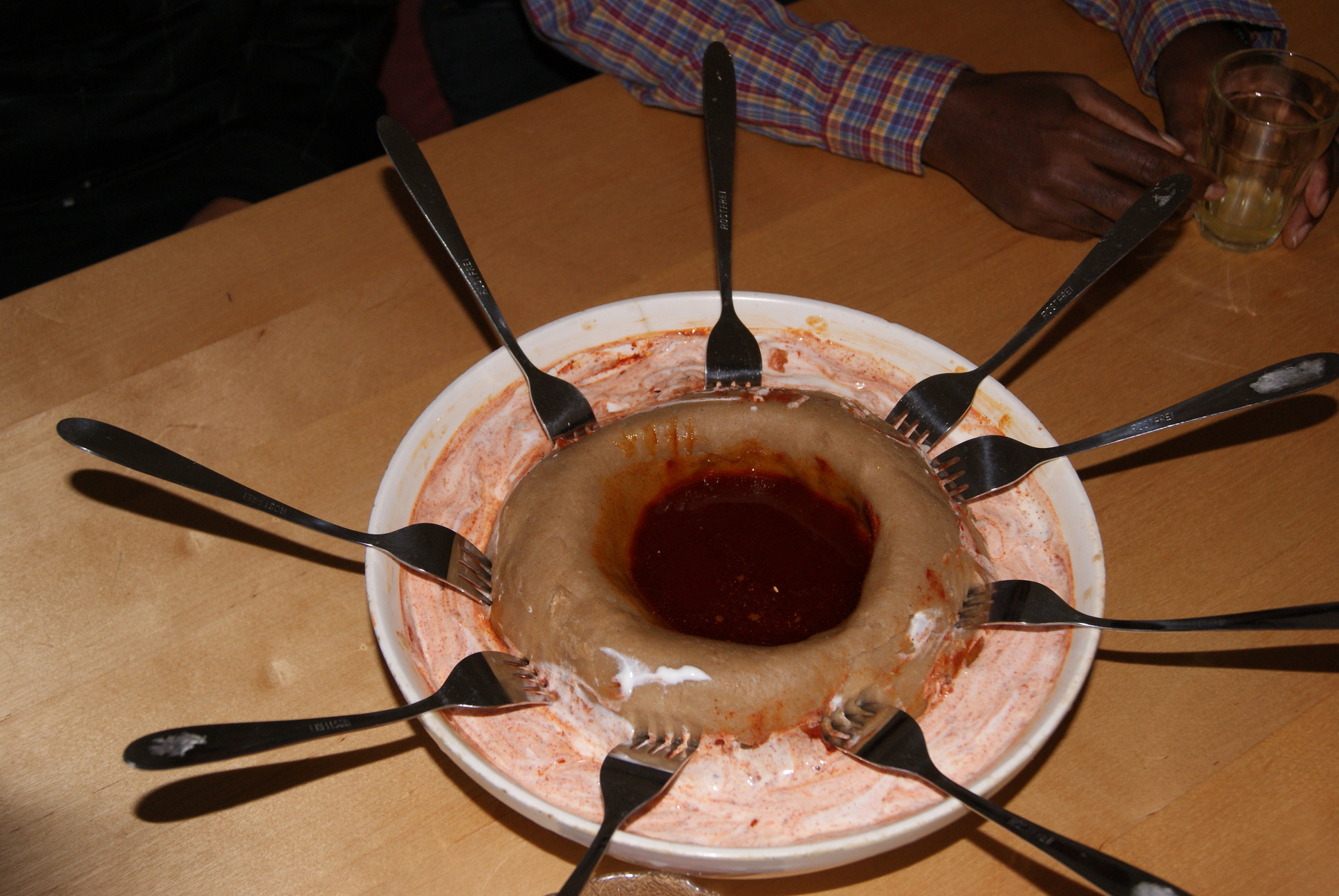
Roscó de farinetes d'ordi amb salsa picant (amb niter kibbeh i berbere) a l'interior i iogurt a l'exterior. Se serveixen com esmorzar als batejos.

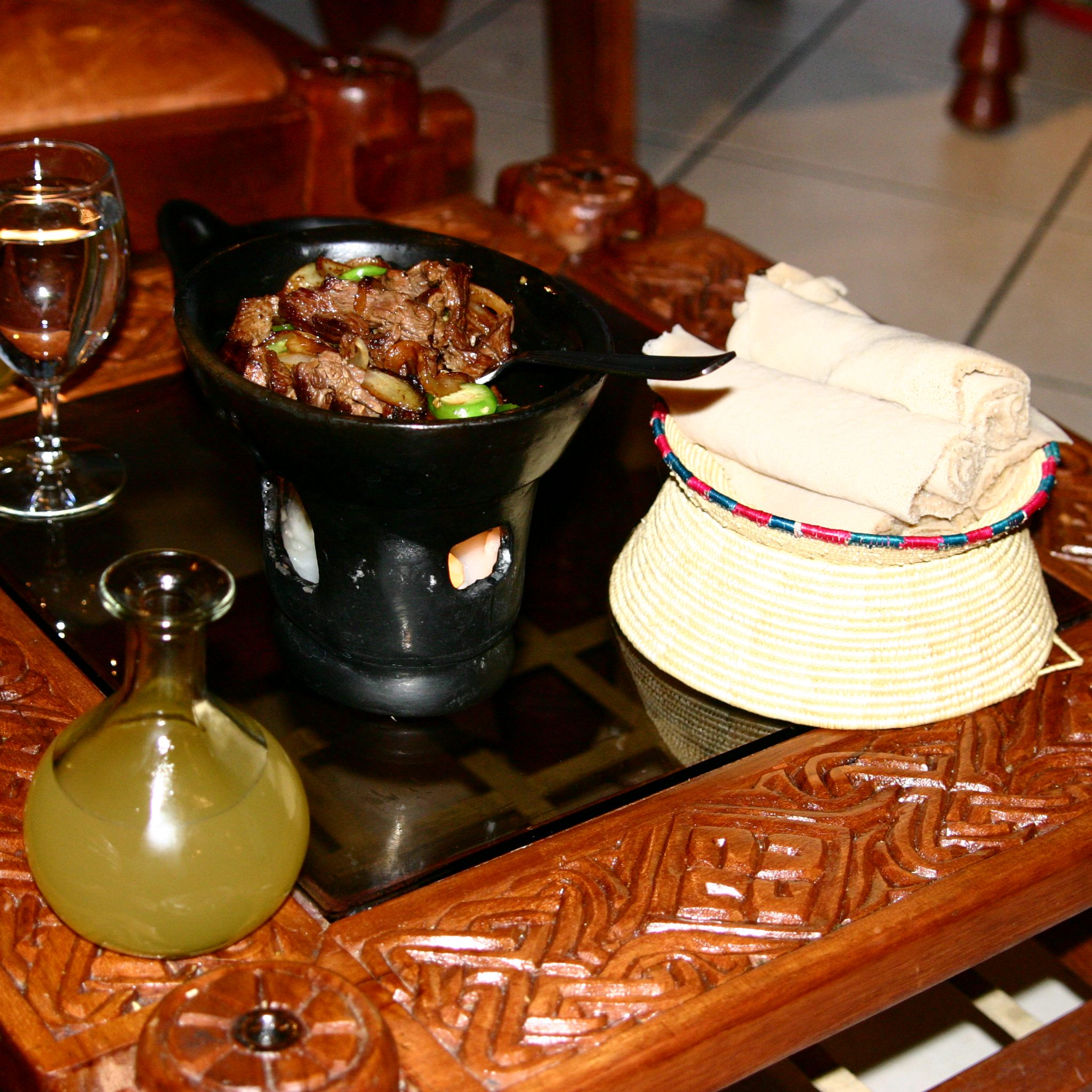
Una ampolleta de tej acompanyant el menjar

### Injera
La injera és un pa pla servida amb tots els menjars tradicionals etiòpics. Es feia tradicionalment de tef, un cereal nadiu d'Etiòpia, encara que avui es fa a vegades de blat o altres cereals, o d'una combinació de tef amb altres cereals. La injera es fa d'una massa aigualida elaborada d'aigua i farina que fermenta durant uns dies, permetent que llevat salvatge la colonitza. El període de fermentació resulta en un sabor àcid identificable. Quan la fermentació de la massa està completa, porcions de la injera són abocades sobre una planxa ceràmica i rostides sobre el foc. La injera rostida d'una textura tou i esponjosa, amb la superfície superior característicament porosa que absorbeix la salsa dels wats.

### Wat
Els wats són estofats fets amb una base de cebes i espècies. Les cebes són picades i cuinades lentament sense oli o llard. Les cebes s'assequen parcialment abans que s'afegeix l'oli; llavors són saltejades en oli vegetal o niter kibbeh (un tipus de mantega aclarida semblant al ghi indià però assaonat amb espècies) amb altres ingredients aromàtics, com ara l'all o el gingebre. Aquest procés únic de cuinar les cebes sense oli abans de saltejar-les les fa descompondre per tal que espesseixen el wat.
Llavors, s'afegeix espècies, sovint en la forma d'una barreja seca anomenat berbere que conté all, gingebre, bitxo, fenigrec, i d'altres espècies i herbes aromàtiques seques. La combinació específica varia i pot contenir herbes salvatges o herbes no cultivades fora d'Etiòpia. Després, s'afegeix carn, peix, llegums (comunament pèsols secs o llenties), o verdures com bleda, pastanagues, o col.
Durant períodes d'abstinència de carn, se serveixen només plats vegetarians; durant altres períodes, els plats vegetarians es mengen de costat de plats amb carn. Carn de vaca i de xai són comunes, junt amb el pollastre. Es menja també la carn de cabra i el peix, però no la carn de porc, la qual no es menja ni els cristians etiòpics (un 62,8% de la població) ni els musulmans (33,9%).
Un wat tradicional és el doro wat, fet amb pollastre i trossos d'ou bullit. Segons l'etnòleg Donald Levine, el doro wat és el menjar etiòpic tradicional més popular en el país. És tradicional que els etíops cristians celebren la Pasqua amb el doro wat, rompent l'abstinència de Quaresma.

### Fitfit
El fitfit és un plat típic de l'esmorzar. Es fa d'injera bocinejada amb cebes i niter kibbeh i assaonada amb berbere. Es menja típicament amb un altre tros d'injera com a utensili. Se serveix sovint acompanyada per altres coses, per exemple en el shiro fitfit, on se serveix amb puré de cigrons.

### Kitfo
Un plat distintiu d'Etiòpia és el kitfo, el qual consisteix en carn de vaca crua. La carn és picada i marinada en niter kibbeh i mitmita, una barreja seca de bitxo i espècies molt picant. També se serveix un variant cuinat, anomenat kitfo leb leb. Se'l serveix amb verdures cuinades i sovint amb formatge. Un plat semblant és el gored gored, fet amb la carn de vaca tallada en cubs.

## Begudes
El cafè és originari d'Etiòpia, on la beguda encara ocupa una posició central de la vida. Hi ha una cerimònia tradicional de servir el cafè, en la qual s'usa eines tradicionals per preparar-lo. Es crema encens i el preparador comença per rostir els llavors de cafè. Es rosteix els llavors verds en una cassola i quan són rostits el preparador els porta als participants per tal que els puguin olorar. Llavors el cafè és molt amb una eina anomenada una mokecha. El cafè molt és bullit amb aigua en una olla ceràmica anomenada la jebena, i quan està complet se'l serveix en tasses petites amb sucre, o en certes regions amb sal. Durant la cerimònia completa, els participants reben tres tasses de cafè. És comú servir menjar amb el cafè.
Dintre de les begudes alcohòliques destaca la tella, que és una cervesa aromatitzada amb Rhamnus prinoides, que pot estar o no filtrada (en aquest darrer cas la gradació d'alcohol és molt baixa, de 2% a4% en comptes de 6% o més) i que sol fer-se a partir de grans de tef, tot i que també se'n fa amb altres cereals, com per exemple l'ordi.
El Rhamnus prinoides és un arbust que creixa Etiòpia i que hi té molts usos pràctics. Pel que fa a begudes s'utilitza a més per a fer el tej, una mena d'hidromel de tradició molt antiga i que encara es fa habitualment de manera casolana. Aquesta beguda acompanya sovint el menjar.

## Manera de menjar

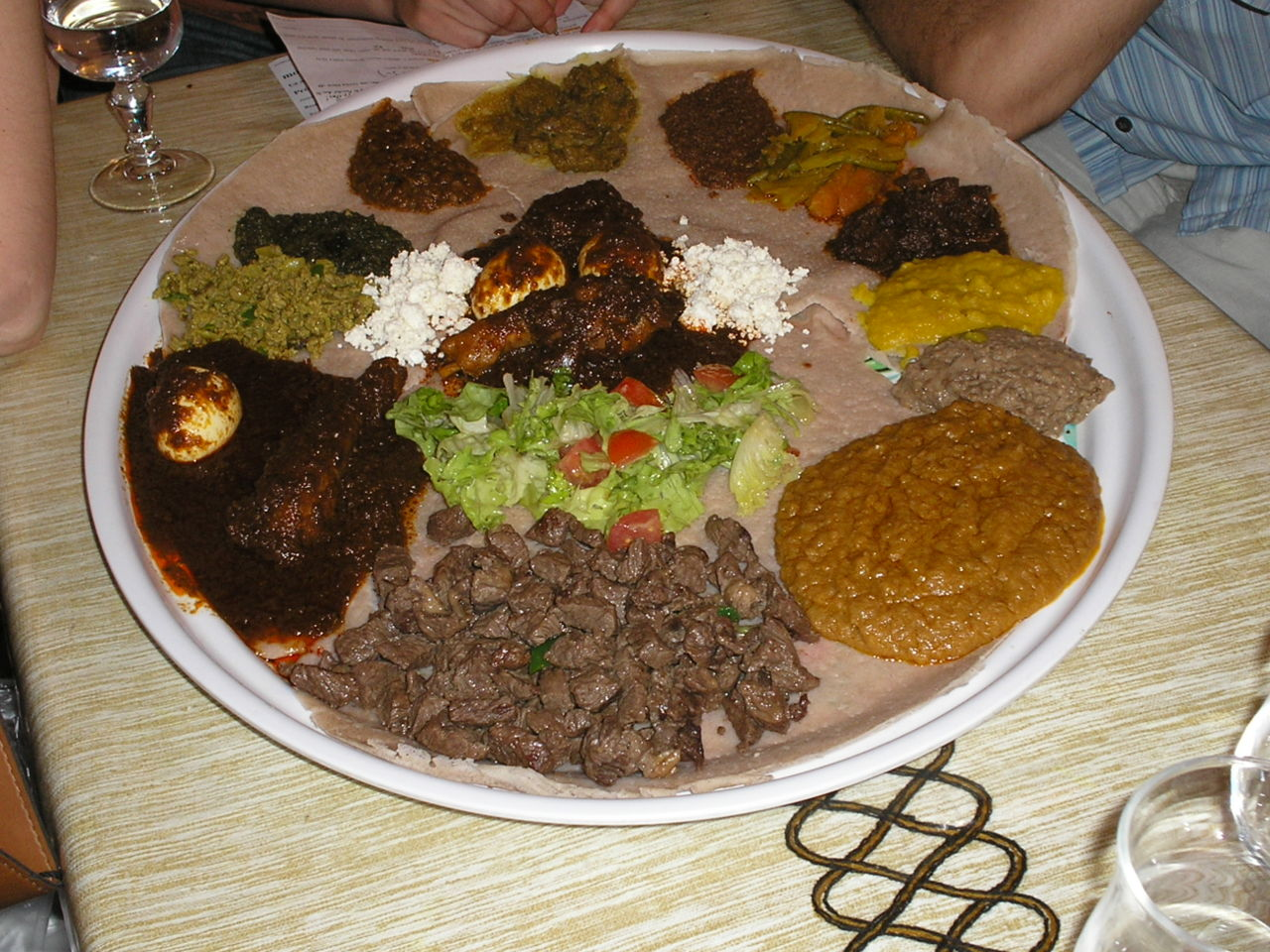
Taula parada a la manera etíop, a París (França)

Els etíops se solen menjar amb només la mà dreta, sense coberts, estripant trossos d'injera per a treure bocins de menjar. El menjar se serveix normalment en plats compartits a sobre trossos d'injera. Al principi i al fi del menjar, els comensals es renten les mans.
La taula tradicional en que se serveixen els menjars és el mesob, teixit de palla i cobert amb un tap del mateix material quan no està usat.
El cafè sempre se serveix després del menjar.